# Iris Slappendel
Iris Slappendel (Ouderkerk aan den IJssel, Krimpenerwaard, Holanda del Sud, 18 de febrer de 1985) és una ciclista neerlandesa professional del 2004 al 2016. El 2014 es proclamà campiona nacional en ruta.

## Palmarès
- 2004
  - Vencedora d'una etapa al Tour de l'Alta Viena
- 2008
  -  Campiona del món universitària en contrarellotge
  - 1a al GP Sankomij Veldhoven
  - 1a a l'Omloop der Kempen
- 2010
  - 1a a l'Open de Suède Vårgårda TTT
  - Vencedora d'una etapa a la Volta a Turíngia
- 2012
  - 1a a l'Open de Suède Vårgårda
  - 1a al Gran Premi Comune di Cornaredo
  - Vencedora d'una etapa a la Ster Zeeuwsche Eilanden
- 2013
  - 1a a la Parel van de Veluwe
- 2014
  -  Campiona dels Països Baixos en ruta
  - Vencedora d'una etapa a la Ruta de França